# Alessandra Sanguinetti
Alessandra Sanguinetti (New York, 1968) è una fotografa statunitense.
Ha pubblicato numerose opere su Magnum Photos di cui è socia. Ha ricevuto numerosi premi e borse di studio, tra cui la stimata Guggenheim Fellowship. La sua prima mostra personale è avvenuta negli Stati Uniti nel 2005 presso Yossi Milo.

## Vita e lavoro
Nata a New York City, Sanguinetti si trasferì in Argentina all'età di due anni e vi abitò fino al 2003. Attualmente vive a San Francisco, in California.
I suoi principali lavori sono "Le avventure di Guille e Belinda e il significato enigmatico dei loro sogni", progetto di fotografia documentaristica di oltre 20 anni su due cugine - Guillermina e Belinda - mentre crescono nelle campagne di Buenos Aires; "Il sesto giorno" che esplora il ciclo della vita e della morte come attraverso la vita di animali da fattoria; "Sorry Welcome", un diario meditativo sulla sua vita familiare; "Le Gendarme sur la Colline", che documenta un viaggio attraverso la Francia nel 2018.
È socia di Magnum Photos dal 2007 ed insegna presso i Magnum Workshop.

## Pubblicazioni

### Pubblicazioni di Sanguinetti
- Il sesto giorno. Portland, OR: Nazraeli Press, 2005. ISBN 978-1590050705.
- Le avventure di Guille e Belinda e il significato enigmatico dei loro sogni.
  - Scheda di contatto 120. Syracuse, New York: Light Work, 2003. ISBN 9780935445305.
  - Portland, OR: Nazraeli Press, 2010. ISBN 978-1590052693. Con un saggio di Gary Hesse.
- Mi dispiace benvenuto. Oakland, CA: TBW, 2013. Serie di abbonamento n. 4, libro n. 2. Edizione del 1500. Sanguinetti, Christian Patterson, Raymond Meeks e Wolfgang Tillmans avevano ciascuno un libro in un set di quattro.[8]
- Le gendarme sur la colline Pubblicato da Aperture e Fondation de l'entreprise Hermès, 2016.

## Premi
- 1997: borsa di studio Ernst Haas per la fotografia documentaria.
- 2001: Hasselblad Foundation Grant, della Hasselblad Foundation.
- 2001: fondo nazionale per le arti. Argentina
- Premio Discovery 2006, Les Rencontres D'Arles. Francia
- 2007: MacDowell Fellowship.
- 2008: John Gutmann Photography Fellowship Award, USA
- 2008: Guggenheim Fellowship della John Simon Guggenheim Memorial Foundation.[9]
- 2009: Robert Gardner Fellowship. Harvard Peabody Museum[10]
- 2009: National Geographic Magazine Grant, National Geographic.[11]
- 2010: Alicia Patterson Fellowship, USA
- 2015: Premio Buenos Aires Photo. Buenos Aires, Argentina.
- 2015: Fondation d'entreprise Hérmés / Aperture Foundation: Immersion: A French American Photography Commission